# Масуд III ибн Ибрахим
Масуд III ибн Ибрахим (перс. مسعود بن ابراهیم‎; ок. 1061—1115) — султан Газневидского султаната в 1099—1115 годах. Полное имя — Ала ад-Даула Абу-Саид Масуд ибн Ибрахим.

## Жизнеописание

### Молодые годы
Происходил из династии Газневидов. Родился около 1061 года в Газни. В юности участвовал в походах против раджпутских кланов Томар, Чаухан, Калачура. Около 1072 года старший брат Масуда Махмуд ибн Ибрахим был отстранен от управления индийской частью государства и посажен в крепость Ней. После этого Масуд становится наместником Пенджаба и наследником трона. В 1073 году после поражения Газневидов в войне против Сельджукидов был заключен брак между Масудом и дочерью Мелик-шаха I, султана Великих Сельджуков. В дальнейшем значительное время провел на посту наместника Пенджаба. В 1079 году он заменен своим старшим сыном Ширзадом. Сам Масуд перебрался в Газни, где помогал отцу править.

## Правление
В 1099 году после смерти своего отца Ибрахима Масуд III становится новым султаном Газни. Он продолжил политику предшественника, направлено на сохранение социального и экономического спокойствия внутри, мира с Сельджуками на западе и постоянными военными походами против раджпутов на востоке — в Индии. В 1102 году к Газни подошел Ахмад Санджар, султан Хорасана, поскольку подозревал султана Газни в сговоре с Кадыр-ханом, правителем Караханидского государства, который тогда поднял восстание против Сельджукидов. Но Масуду III дипломатии удалось уладить конфликт, заверив в соблюдение мирного соглашения.
Регулярные походы Газневидов против индийских княжеств предоставляли возможности держать казну наполненной. Постепенно были нанесены существенные поражения кланам Томар и Калачура, в третий раз взята столица последних — Каннаудж. В это время Лахор превращается в столицу индийских владений султана Газни.
Вместе с тем Масуд III много сделал для развития подвластных городов, прежде всего столицы Газни. В 1112 году был возведен великолепный дворец с садом, большую публичную библиотеку, от которых ныне остались остатки, и мечеть со звездчатыми в плане минаретами. Был покровителем поэтов, ученых и богословов.
Масуд построил один из двух минаретов в Газни.
Масуд III ибн Ибрахим скончался в феврале или марте 1115 года. Согласно Ибн аль-Асиру, после смерти Масуда осталось 12 сыновей и началась борьба за трон между его сыновьями Ширзадом, Арслан-шахом и Бахрам-шахом.